# Xã Union, Quận Brule, Nam Dakota
Xã Union (tiếng Anh: Union Township) là một xã thuộc quận Brule, tiểu bang Nam Dakota, Hoa Kỳ. Năm 2010, dân số của xã này là 53 người.